# Grottes du Mont Cornadore
Les grottes du mont Cornadore, aujourd'hui appelées par aphérèse grottes du Cornadore, sont situées dans les monts Dore sur la commune de Saint-Nectaire en Auvergne. Il s'agit d'anciens thermes naturels romains contenant un vaporium. Elles sont alimentées en eau par deux sources chaudes (autour de 22 °C) : une source d'eau ferreuse et une source d'eau salée.

## Formation et découverte
Les grottes ont été creusées dans le granite du mont Cornadore par la main de l'homme, en deux salles : une salle avec des bassins d'eau chaude, pour ouvrir les pores de la peau, avec des bassins individuels, et une salle d'eau froide. Elles ont été redécouvertes au XIXe siècle lors de l'essor du thermalisme à Saint-Nectaire. En recherchant des sources riches en minéraux, d'abord pour les cures puis pour l'artisanat de la pétrification, les ouvriers ont découvert ces vestiges.

## Tourisme et artisanat
Les grottes sont ouvertes à la visite (entrée : route de Murol). 
L'eau des grottes est utilisée aussi pour l'artisanat de la pétrification, par dépôt du bicarbonate de calcium. Jean Serre, le fondateur des Fontaines Pétrifiantes de Saint-Nectaire, a mis au point une technique permettant d'utiliser le calcaire présent dans les sources volcaniques à des fins artistiques.